# واکسول تیپ دی

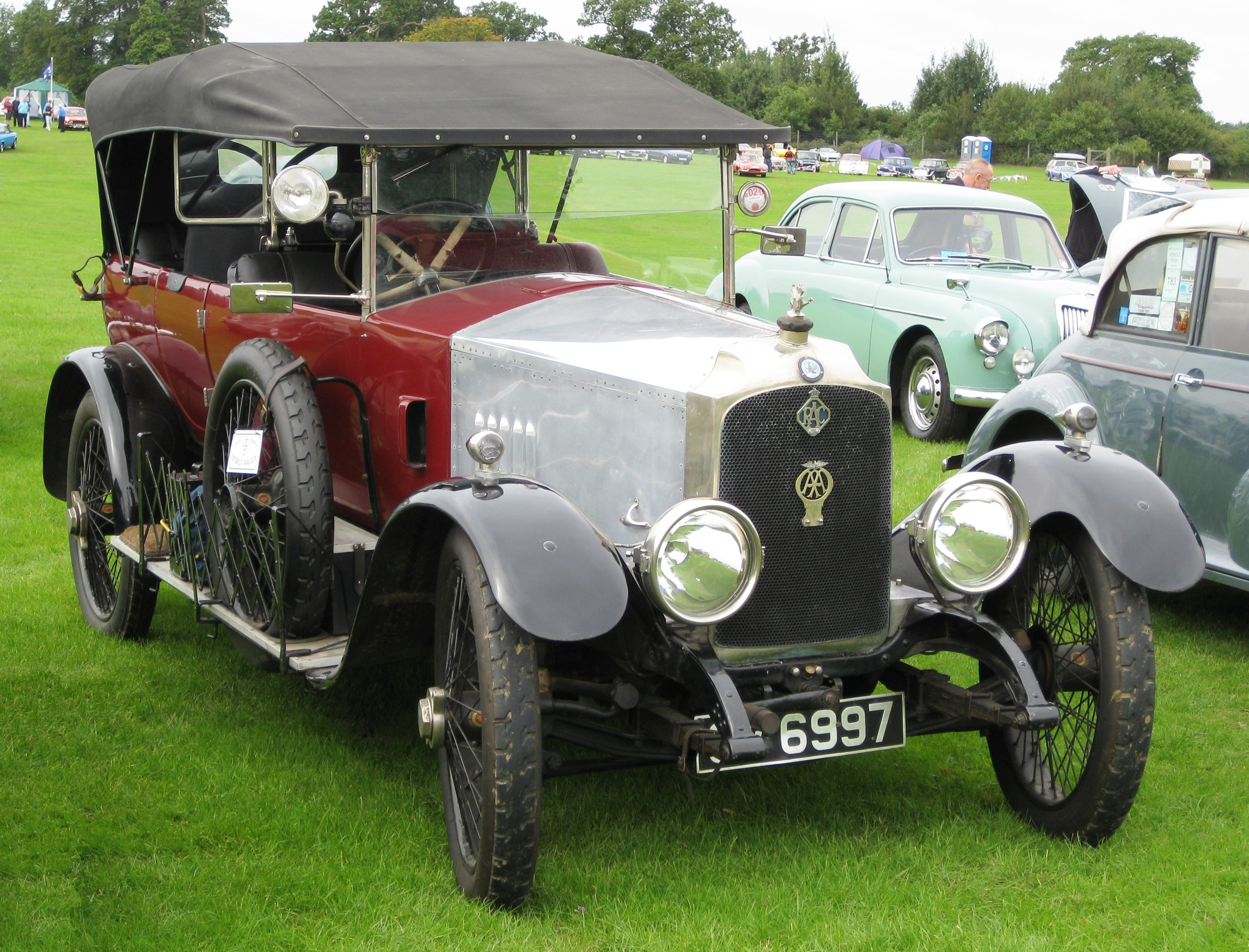

واکسول تیپ دی (Vauxhall D-type) خودرویی است که در سال‌های ۱۹۱۳ تا ۱۹۲۲ تولید شده‌است.
طراحی آن خودروهای موتور جلو-محور عقب بوده است.
موتور آن ۳۹۶۹ سی‌سی است.